# Георгі Гешев
Георгі Гешев (болг. Георги Христов Гешев) (8 жовтня 1903, Софія — 15 липня 1937) — болгарський шахіст, гросмейстер.
На початку своєї кар'єри був 6-7-м у Варні 1926, розділив 1-е місце з Піпкасом наступного року, переміг в Тирново 1928 року, та став другим в Софії 1929 року.
Чотирикратний чемпіон Болгарії (1933, 1934, 1935, 1936).
Гешев представляв Болгарію на третій неофіційній олімпіаді в Мюнхені 1936 року.